# 甲府信金OL誘拐殺人事件
甲府信金OL誘拐殺人事件 （こうふしんきんオーエルゆうかいさつじんじけん）は1993年（平成5年）8月10日に山梨県甲府市で発生した身代金目的誘拐殺人事件。
男M（当時38歳）が身代金を得る目的で、甲府信用金庫の女性職員A（当時19歳）を誘拐した上で殺害し、死体を富士川に遺棄した。Mは刑事裁判で死刑を求刑されたが、第一審（甲府地裁）・控訴審（東京高裁）とも無期懲役の判決を言い渡され、1996年（平成8年）に無期懲役が確定している。

## 事件の経緯

### 事件発生から遺体発見まで
被害者女性A（当時19歳）は、甲府市にある甲府信用金庫の支店に勤務する新人OLであった。事件当日の窓口業務が終了する時間になった時、本店を経由して地元マスメディアを名乗る男（犯人M）から被害者Aを指名して取材依頼がくる。これに対し、Aと彼女の上司は応諾し、Aは勤務時間終了後、電話の男が差し向けたタクシーで待ち合わせ場所の小瀬スポーツ公園に向かったが、それを最後に行方不明となる。
翌日、Aの父親が帰宅していないことを支店に問い合わせた時、身代金を要求する1本の電話が入ったことから誘拐が発覚。支店側はすぐさま山梨県警に通報、山梨県警は犯人を刺激しないよう非公開としつつ、その後もかかってくる犯人からの電話に逆探知で犯人の居場所を特定しようとする。
犯人は映画「天国と地獄」の手法で中央自動車道の104キロポストから身代金4,500万円を投下するよう指示するも身代金奪取に失敗。しかし、山梨県警は身代金受取場所に遅れるなどのミスを犯したほか、犯人も1km離れた105キロポストで待機するミスを犯していた。その後、犯人からの連絡は途絶え、誘拐されてから1週間後の8月17日、静岡県富士宮市の富士川でAの遺体が発見された。後の捜査で、Aは誘拐された同日中に殺害され、富士川上流の笛吹川から流されていたことが判明している。

### 情報公開から犯人逮捕まで
遺体発見後の同日18時41分に山梨県警とマスメディアは報道協定を解除し、公開捜査に踏み切る。同時に遺体を発見した静岡県警と共に合同捜査本部を設置した。当初、「犯人は男3人組」「共犯者に女性がいる」などの説があり、犯人像を絞り込めなかった。また報道協定を解除したことで山梨県警に1日700件の情報が寄せられたが、いずれも有力な情報に繋がらなかった。
そこで逆探知装置に残っていた声をもとに音声・音響分野の研究を行っている鈴木松美に声紋鑑定を依頼、鈴木の声紋鑑定により以下のことが割り出された。これらは実際に逮捕されたMとほぼ一致しており、鈴木の声紋鑑定が正確であったことが窺える。
| 特徴   | 鈴木による鑑定 | 実際の犯人M |
| ------ | --- | --- |
| 身長   | 音の高さは身長が高くなるほど低くなる傾向がある。逆探知装置に残された音の高さから身長170cm前後である。                                              | Mの身長は172cmであり、ほぼ一致している。 |
| 年齢   | 年を取るごとに声帯の筋肉が劣ることから、おおよその年齢がわかる。逆探知装置に残された音をもとに年齢は40歳から55歳の間である。                       | Mは事件当時38歳であり、鈴木の判断より年齢が若いが、大幅に間違ってはいない。                                                                          |
| 在住地 | 約束を「やぐぞぐ」と濁音の訛りで言ったり、「そうですか」を「ほうすっか」と言うなど、甲州弁（国中弁）を多用していることから甲府盆地に在住している。 | Mは甲府盆地出身・在住であり、鈴木の鑑定が一致したことになる。                                                                                        |
| 職業   | 身代金要求時に「無地の帯封」を求めている。これは現金で大金を扱っている者にしかわからない特徴であり、高額なものを取り扱う営業職ではないか。         | 大型トラック等の自動車販売会社に勤めるセールスマンであり、封帯が必要な数百万単位の高額なものを取り扱っている。よって鈴木の鑑定が一致したことになる。 |

さらに鈴木は、当時NTT電話網の甲府MA・0552局内では有接点のクロスバ交換機が使われていたことから、電話を切った直後、交換機が接点を開放する際に発生するパルスノイズのパターンが経由する交換機間の距離とその台数で異なることに着目し、甲府信金の当該支店の加入電話と同じ市内局の回線を準備した上で、甲府MA管内の公衆電話を総当りで、録音された脅迫電話の切断時と同じパルスノイズを割り出そうとした。その結果中央自動車道の境川パーキングエリア（PA）の公衆電話からかけたことがわかり、そこは犯人が身代金を投下するよう指示した104キロポストの至近であった。
鈴木による鑑定の内容が連日報道され、また鈴木自身も作業場を公開したりテレビ出演する等協力の姿勢を見せた中、犯人の男M（当時38歳）の知人である建設会社社長が鈴木による鑑定内容と音声を報道で聞いて間違いないと判断し、Mを呼び出し自首するよう説得する。Mは当初否認していたが説得に折れ、8月24日の早朝、建設会社社長に連れられて山梨県警所轄の警察署に出頭し、逮捕された。

### 経緯
犯人Mは、販売実績アップのために数多くでっち上げた架空契約の支払いや、愛人であった韓国人ホステスとの交際費等で約7000万円の借金を抱えており、その返済目的で犯行に及んだとされる。また、Mが被害者Aを指名した理由は支店を訪れた際、名札をつけていたAが当時デビューしたばかりの女優・歌手と同姓同名だったため名前を覚えており、その女性を誘拐の対象にし、犯行に及んだ。先輩職員が名札をつけていない中、新入社員のAだけまじめに名札をつけていたこともあり、これが仇になってしまったのである。

## 刑事裁判
甲府地方裁判所で開かれた第一審の公判で、被告人として起訴されたMは犯行を全面に認めた。そのため、自首の有効性が争点となった。弁護人は自首は有効であること主張する一方、甲府地検は既にMがこの男と特定（さらに境川PAの駐車していた自動車のナンバーを控えており、そのうちの1台がMの自宅に停まっていたなど割り出されていた）されており、自首は無効という理由で死刑を求刑した。そして審議の結果、甲府地裁は自首の成立を否定したものの、無期懲役の判決を言い渡した。なお、主文宣告は後回しだった。
死刑を求める甲府地検と、有期懲役刑を求めるMの弁護人がそれぞれ、判決を不服として東京高等裁判所に控訴した。しかし東京高裁（神田忠治裁判長）は、1996年（平成8年）4月16日、検察官と被告人M側それぞれからなされた控訴をいずれも棄却する判決を言い渡した。東京高裁は「犯行態様の凶悪性が著しく、死刑を求める検察側の主張も傾聴に値するほど」として、有期懲役を求めたM側の主張を退けた一方、検察側が求めていた死刑適用については「考慮すべき犯行結果の重大性という点で、殺害された被害者の数が重要な要素になり、近年は1人が殺害された事件では以前に比べて死刑適用にやや控えめな傾向が見られる」と指摘した上で、「極刑がやむを得ないか判断するには、犯行動機などの検討が必要」と判示。犯行動機となった借金は遊興費など自らの欲望を満たすものではなかったことが「悪質性を減ずる」として、「一審判決は軽すぎるとも重すぎるともいえない」と結論づけた。その後、東京高等検察庁・被告人側とも、上告期限となる同月30日までに最高裁判所へ上告しなかったため、同年5月1日付でMの無期懲役が確定した。
本判決に続き、同年12月には名古屋アベック殺人事件の控訴審判決（名古屋高裁）、翌1997年（平成9年）1月にはつくば妻子殺害事件の控訴審判決（東京高裁）と、検察官が死刑を求刑していた事件で無期懲役の控訴審判決が言い渡される事例が相次いでいたが、いずれも上告はなされていなかった。当時最高検察庁刑事部長を務めていた堀口勝正は、当時の検察内部の事情について「死刑をなるべく回避するという裁判の傾向に対し、上告しても仕方がない、というあきらめ」が根を張っていたことを証言している。このような被告人に対する量刑が寛大になる「寛刑化（かんけいか）」の傾向、およびそれに端を発する死刑求刑に謙抑的な検察の姿勢が変化するきっかけとなったのは、1997年2月に福山市独居老婦人殺害事件（過去に強盗殺人を犯して無期懲役に処された男が、仮釈放中に再び強盗殺人を犯した事件）の被告人に対し、広島高裁が言い渡した無期懲役の控訴審判決、およびそれに対する検察側の上告であった。

## 影響

### テレビ番組
同年8月26日に放送される予定であったタモリ司会によるドラマ『If もしも』の「誘拐するなら男の子か女の子か」が放送中止となった。

## 関連作品

### 関連書籍
- 『戦慄の夏―’93甲府信用金庫OL誘拐殺人事件』 読売新聞社甲府支局、1993年12月10日。ISBN 4795207364
- 『衝撃犯罪解決の真相』 竹書房、1998年3月。ISBN 4812403723
- 『「鑑識の神様」9人の事件ファイル』 二見書房、1998年1月。ISBN 4576971751
- 『戦後ニッポン犯罪史』 批評社、1995年6月。ISBN 4826501900

### テレビ番組
- テレビ朝日『トリハダ（秘）スクープ映像100科ジテン』 - 2017年1月5日放送回で、鈴木松美が犯人の音声を解析し、事件解決につなげるまでの経緯が取り上げられた[8]。
- フジテレビ『世界の何だコレ!?ミステリー』 - 2023年9月27日放送回で、鈴木松美が犯人の音声を分析し、事件解決につなげるまでの経緯を取り上げた。息子で、現所長の鈴木創が当時についての証言を交えつつ放送された。